# Stasimo
Lo stasimo (dal greco στάσιμον, sottinteso μέλος = «canto a piè fermo») è un momento dell'antica tragedia greca in cui il coro esegue un canto e una danza per commentare, illustrare e analizzare la situazione che si sta sviluppando sulla scena, costituito da uno o più gruppi triadici di strofe, antistrofe ed epodo. 
Formalmente è composto da strofe liriche e dall'impiego del dialetto dorico. Era cantato con accompagnamento di lira, doppio flauto o altri strumenti.